# Gideon
Gideonn és una pel·lícula estatunidenca del 1998 de gènere comèdia tràgica romàntica protagonitzada per Christopher Lambert, Charlton Heston i Carroll O'Connor. La pel·lícula va ser dirigida per Claudia Hoover i escrita per Brad Mirman amb música d'Anthony Marinelli. Ha estat doblada al català.

## Argument
Gideon Oliver Dobbs és un home amb una incapacitat mental. Es trasllada a una residencia coneguda com a Lakeview, amb molts interns ancians. Són tots homes vells rondinaires i dones. Gideon és molt més jove que els altres residents, cosa que causa confusió quan arriba. El seu estil de vida porta a les seves vides en una manera de fer diferent.

## Repartiment
| Actor/actriu         | Paper                 |
| -------------------- | --------------------- |
| Christopher Lambert  | Gideon                |
| Charlton Heston      | Addison Sinclair      |
| Carroll O'Connor     | Leo Barnes            |
| Shirley Jones        | Elly Morton           |
| Mike Connors         | Harland Greer         |
| Barbara Bain         | Sarah                 |
| Shelley Winters      | Senyora Willows       |
| Crystal Bernard      | Jean MacLemore        |
| Christopher McDonald | Alan Longhurst        |
| Mykelti Williamson   | Coleman Walker        |
| Taylor Nichols       | Richard Willows       |
| Michael Bowen        | Billy Ray Turner      |
| Harvey Korman        | Jacob Titleman        |
| Mackenzie Rosman     | Molly MacLemore       |
| John Swift           | Ciclista acrobàtic #1 |
| Jerry Craig          | Ciclista acrobàtic #2 |